# الکس پرز (بازیکن فوتبال، زاده ۱۹۸۵)
الکس پرز (انگلیسی: Álex Pérez؛ زادهٔ ۲۱ ژانویهٔ ۱۹۸۵) بازیکن فوتبال اهل اسپانیا است.
از باشگاه‌هایی که در آن بازی کرده‌است می‌توان به باشگاه فوتبال رئال مادرید سی، باشگاه فوتبال رئال مادرید، باشگاه فوتبال آلباسته بالومپیه، باشگاه فوتبال رئال مادرید کاستیا، باشگاه خیمناستیک تاراگونا، و باشگاه فوتبال آریس سالونیک اشاره کرد.
وی همچنین در تیم‌های ملی فوتبال زیر ۱۷ سال اسپانیا و زیر ۱۸ سال اسپانیا بازی کرده‌است.